# Chytonix leucosema
Chytonix leucosema är en fjärilsart som beskrevs av George Francis Hampson 1918. Chytonix leucosema ingår i släktet Chytonix och familjen nattflyn. Inga underarter finns listade i Catalogue of Life.